# مي شينة (جمع أبرود)
مي شينة (بالفارسية: می شینه) هي قرية تقع في إيران في قسم جمع أبرود الريفي.